# Parque Oeste
O Parque Oeste, oficialmente Parque Vale Grande, é um parque urbano localizado na Alta de Lisboa, em Lisboa. Construído em 2006, no âmbito do Plano de Urbanização da Alta de Lisboa, este parque de arquitetura contemporânea é da autoria da arquitecta paisagista Isabel Aguirre Urcola.
Com uma localização privilegiada, numa zona de vale, desempenha uma função ecológica fundamental, através de uma bacia de retenção que permite o aproveitamento das águas pluviais para a alimentação dos lagos, rega dos amplos relvados e manutenção sustentável de toda a vegetação existente no parque, sendo um exemplo de utilização racional da água.

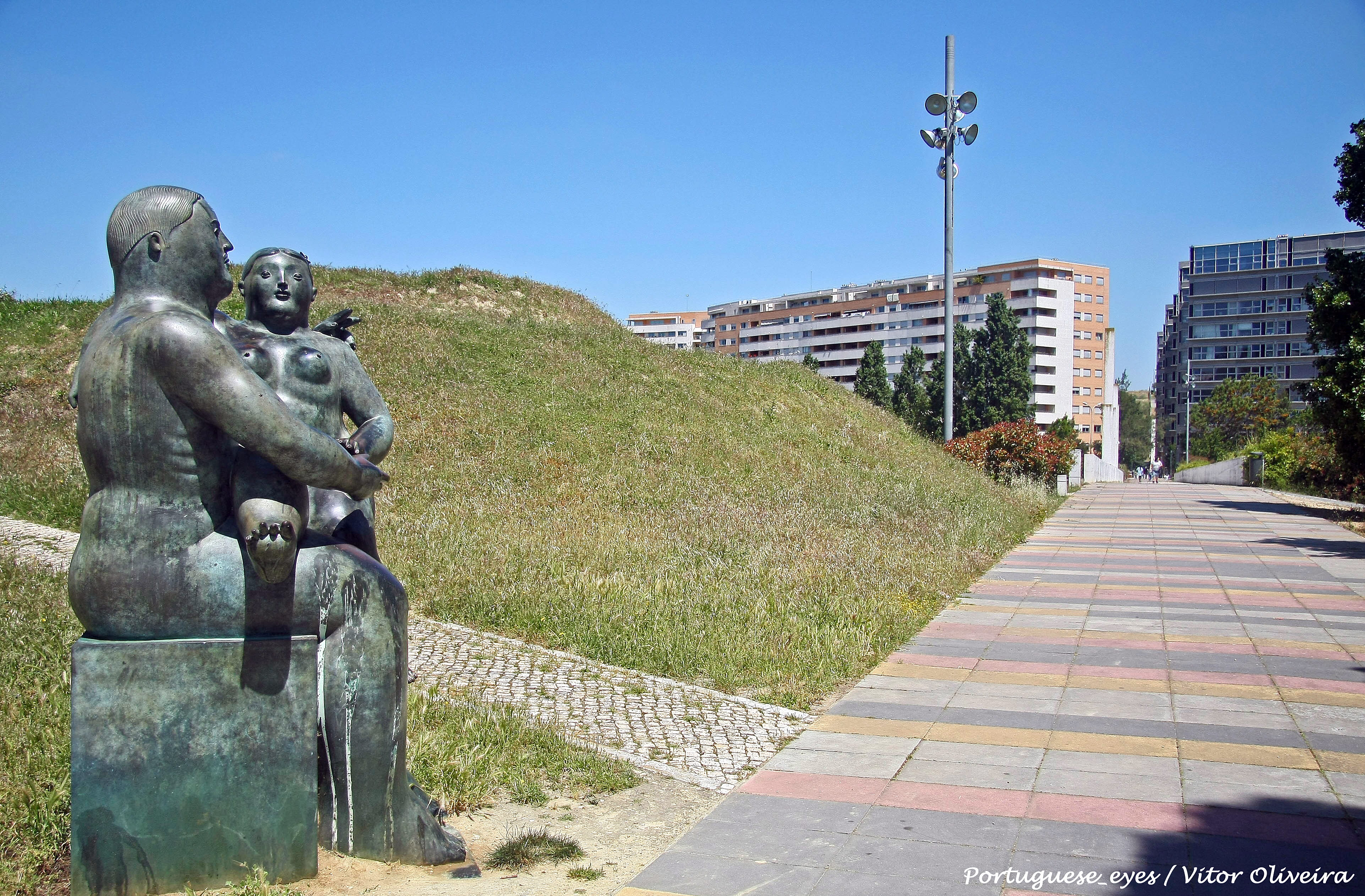
Os Amantes, Fernando Botero

Com uma área de 13 hectares, apresenta um extenso tapete verde atravessado por um grande lago central e dispõe de equipamentos de fitness e circuito de manutenção para o exercício ao ar livre. No topo a nascente, encontra-se encerrado um quiosque com cafetaria e esplanada.
O parque possui ainda uma escultura em bronze intitulada Os Amantes, da autoria de Fernando Botero, inaugurada em Maio de 2005.

## Flora
A paisagem do parque é dominada por inúmeros alinhamentos de choupos-da-Lombardia (Populus nigra var. italica Münchh), que são facilmente visíveis de qualquer parte do parque devido ao seu grande porte. Esta espécie de crescimento rápido é bem adaptada a climas quentes e secos, mas tem algumas desvantagens, como oferecer pouca sombra e ter raízes superficiais que podem danificar pavimentos.
O único maciço arbóreo do parque, situado junto ao lago, é composto por 15 exemplares de casuarinas (Casuarina junghuhniana Miq.) sendo um dos locais eleitos para descansar. Ao longo do caminho central do parque, que faz a ligação Este-Oeste, é possível encontrar várias oliveiras (Olea europaea var. europaea). No extremo norte, há uma densa barreira de ciprestes-português (Cupressus lusitanica Mill.), que, embora bloqueie a visão do exterior do parque, desempenha um papel ecológico importante. Essas árvores encontram-se dispostas com um espaçamento reduzido atuando eficazmente como corta-vento.

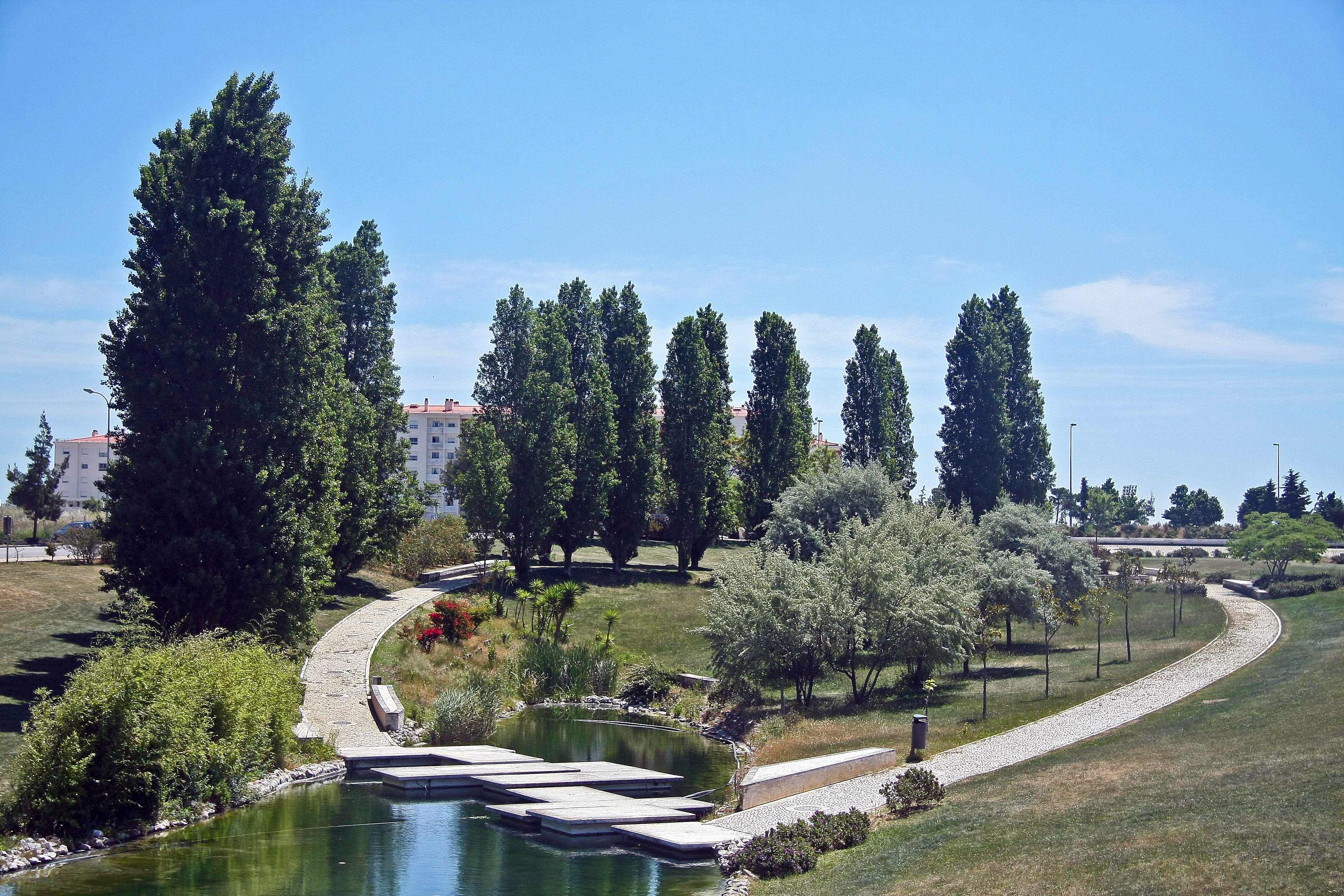
A diversa flora presente no parque

Na entrada nascente do parque, existe uma pequena alameda que, até 2015, era composta por palmeiras-das-canárias (Phoenix canariensis Chabaud) e tamareiras (Phoenix dactylifera L.). As palmeiras-das-canárias originais foram severamente afetadas pela praga do escaravelho (Rhynchophorus ferrugineus) e, assim como em dezenas de exemplares em Lisboa, não sobreviveram. Atualmente essa espécie encontram-se reposta.

Todo o parque é coberto por uma grande extensão de relva, sendo pontuado por diversas espécies, incluindo olaias (Cercis siliquastrum L.), magnólias (Magnolia grandiflora L.), jacarandás (Jacaranda mimosifolia D.Don) e abrunheiros-dos-jardins (Prunus cerasifera var. pissardii (CarriŠre) Dost).